# Sophie Thonon
Sophie Thonon (n. en Boulogne-sur-Mer) es una jurista y activista por los derechos humanos francesa. Se desempeñó como abogada de familiares de desaparecidos por la dictadura 1976-1983 que padeció Argentina. Actualmente es presidente de la asociación France Amérique-Latine y lo fue también de la Asociación de Abogados Droit-Solidarité. Asimismo, es miembro del Grupo Pro Diálogo Argentina-Reino Unido.
Como representante de los deudos de Alice Domon y Léonie Duquet logró condenar al genocida Alfredo Astiz a cadena perpetua en 1990 en Francia, pero no se pudo cumplir porque Astiz no fue extraditado por el gobierno argentino de entonces. También en ausencia, logró en 2010 la condena a 25 años de cárcel a José Octavio Riveiro, secuestrador en Buenos Aires del chileno Jean Yves Claudet Fernández.
Thonon y el abogado William Bourdon llamaron como testigo en 2001, por su implicación en el Plan Cóndor, a Henry Kissinger, quien estaba de vacaciones en París, pero el exsecretario de Estado se evadió.
Por su «compromiso inquebrantable en la lucha por los Derechos Humanos» mereció en 2013 la Orden de Mayo al Mérito en grado Comendador de la República Argentina.